# Zsuzsanna Jakabos
Zsuzsanna "Zsu" Jakabos, född 3 april 1989, är en ungersk simmare. Hon har tävlat vid olympiska sommarspelen fyra gånger. Hon har även tävlat i livräddning.

## Karriär
Jakabos tävlade för Ungern vid olympiska sommarspelen 2004 i Aten, där hon blev utslagen i försöksheatet på 400 meter medley. Vid olympiska sommarspelen 2008 i Peking tävlade Jakabos i två grenar. Hon blev utslagen i försöksheatet på 400 meter medley och var en del av Ungerns lag som slutade på sjätteplats på 4 x 200 meter frisim.
Vid olympiska sommarspelen 2012 i London tävlade Jakabos i fyra grenar. Hon slutade på sjundeplats på 200 meter fjärilsim och blev utslagen i försöksheatet på 400 meter medley. Jakabos var även en del av Ungerns lag som blev utslagna i försöksheatet på 4 x 200 meter frisim och diskvalificerade på 4 x 100 meter medley.
Vid olympiska sommarspelen 2016 i Rio de Janeiro tävlade Jakabos i tre grenar. Hon tog sig till semifinal på 200 meter medley och blev utslagen i försöksheatet på 400 meter medley Jakabos var även en del av Ungerns lag som slutade på sjätteplats på 4 x 200 meter frisim.
Vid EM 2024 i Belgrad tog Jakabos brons på 400 meter medley. Hon erhöll även ett guld på 4×100 meter frisim samt ett silver på 4×200 meter frisim efter att ha simmat försöksheaten där Ungern sedermera tog medaljer.